# Tabanus laetetinctus
Tabanus laetetinctus är en tvåvingeart som beskrevs av Becker 1913. Tabanus laetetinctus ingår i släktet Tabanus och familjen bromsar. Inga underarter finns listade i Catalogue of Life.